# Zwei Personen suchen einen Pastor
Zwei Personen suchen einen Pastor (Originaltitel: Excuse Me) ist eine US-amerikanische Stummfilmkomödie aus dem Jahr 1925 von Alfred J. Goulding mit Norma Shearer und Conrad Nagel in den Hauptrollen. Das Drehbuch basiert auf dem Roman Excuse Me von Rupert Hughes.

## Handlung
Als Lieutenant Mallory den Befehl erhält, sich sofort zum Dienst in Honolulu zu melden, überredet er seine Verlobte Marjorie Newton, ihn sofort zu heiraten, damit sie ihre Flitterwochen auf den Inseln verbringen können. Mallory und Marjorie versuchen erfolglos, kurzfristig einen Pfarrer zu finden, der sie traut, doch als sie sich am Bahnhof verabschieden wollen, sieht Mallory einen Pfarrer in den Zug einsteigen, den er nehmen soll. Er und Marjorie beschließen schnell, im Zug zu heiraten. Unterwegs können sie den Pfarrer nicht finden, entdecken jedoch, dass das Brautabteil für sie reserviert ist. Um nicht miteinander schlafen zu müssen, inszenieren sie einen schrecklichen Streit, und Mallory verbringt die Nacht auf der Toilette. 
Am nächsten Tag kommt es zwischen Mallory und Marjorie zu einem echten Missverständnis über die Aufmerksamkeit, die die Französin Francine Mallory entgegenbringt. Nach der Versöhnung steigt Mallory in einem Dorf aus, in dem ein Pfarrerkongress stattfindet, doch bevor er zum Zug zurückkehren kann, fährt dieser ohne ihn ab.  Mallory mietet ein Flugzeug, um dem Zug zu folgen. Er sieht, dass eine Brücke vor ihm brennt, steigt gewagt vom Flugzeug in den Zug um und alarmiert den Lokführer rechtzeitig, um eine Katastrophe zu verhindern. Mallory und Marjorie heiraten schließlich in San Francisco und nehmen einen Dampfer nach Honolulu für ihre Flitterwochen.

## Hintergrund
Am 6. Dezember 1924 wurde berichtet, dass für die Produktion des Films in der vergangenen Woche Szenen an einem der Bahnhöfe von Los Angeles gedreht wurden. Innenaufnahmen waren bereits auf dem Studiogelände von MGM in Culver City gedreht worden, wo ein Pullmanwagen auf eigens für die Produktion verlegten Gleisen bewegt wurde.
Cedric Gibbons oblag die künstlerische Leitung. Nick Grinde arbeitete als Regieassistent.
Da keine Kopien der sieben Filmrollen existieren, gilt der Film als verschollen.

## Veröffentlichung
Die Premiere des Films fand am 19. Januar 1925 statt. Im Deutschen Reich kam er im April 1926 in die Kinos.

## Kritiken
Mordaunt Hall von der The New York Times befand, der Film sei eine ermüdende Produktion, in der die Komik so aufgesetzt sei, dass die Lacher verloren gehen, und in vielen Fällen seien die Situationen kaum mehr als Slapstick. Es gebe auch zu viele zahme und überflüssige Zwischentitel.
C. S. Sewell beschrieb den Film im Magazin Moving Picture World hingegen als amüsante Farce mit rasanter Action, die gekonnt inszeniert sei.